# Joachim Beccau
Joachim Beccau (* 12. Juni 1690 in Guttau, Schleswig-Holstein; † 16. September 1754 in Neumünster) war ein deutscher Dichter und Opernlibrettist.

## Leben
Beccau verbrachte seine Jugendjahre in Burg auf Fehmarn, wo er eine Privaterziehung genoss, bevor er sich 1707 im Alter von siebzehn Jahren als Theologe in Kiel immatrikulierte.  Ab 1712 war er in Gottorf als Hauslehrer tätig, und schon aus dieser Zeit stammen seine ersten Dichtungen.  Zwischen 1713 und 1718 finden wir ihn in Kiel und Hamburg, wo er Libretti für die Oper am Gänsemarkt verfertigte. Seine Texte waren beliebt und wurden beispielsweise von Georg Friedrich Händel, Reinhard Keiser und Georg Philipp Telemann vertont. 1720 erhielt Beccau den erhofften Ruf als Rektor der Pfarrschule in Neumünster, wo er den Rest seines Lebens verbrachte.
Zu seinen Neffen gehörte der Notar Christian Ulrich Beccau.

## Werke (Auswahl)
- Zulässige Verkürtzung müssiger Stunden bestehend in allerhand Geistlichen Gedichten. Hamburg 1719.
- Zulässige Verkürtzung müssiger Stunden bestehend in allerhand Weltlichen Poesien. Hamburg 1719 (Digitalisat)
- Theatralische Gedichte und Übersetzungen.  Hamburg 1720.